# تیم ملی بسکتبال اندونزی
تیم ملی بسکتبال اندونزی،نماینده اندونزی در مسابقات بین‌المللی بسکتبال است. این تیم بالاترین سطح بسکتبال در کشور اندونزی نیز هست. این تیم دارای چندین افتخار بین‌المللی است.

## تاریخچه
در دهه ۱۹۳۰، حتی اگر به طور رسمی به کشوری مستقل تبدیل نشده بود ، چندین شهر اندونزی قبلاً دارای باشگاه های بسکتبال محلی بودند. و پس از اعلام استقلال ، ۱۷ اوت سال ۱۹۴۵، بازی های بسکتبال در شهرهایی که پایه و اساس مبارزاتی همچون یوگیاکارتا و سولو شد ، بسیار معروف شد.. در ۲۳ اکتبر ۱۹۵۱، انجمن بسکتبال اندونزی تشکیل شد و در سال ۱۹۵۳به عضو فیبا پذیرفته شد و یک سال بعد ، برای اولین بار اندونزی تیمی را فرستاد تا در آن زمان در بازی های آسیایی مانیل به رقابت بپردازد.